# إميل كيسلر
إميل كيسلر (بالألمانية: Emil Keßler) هو مهندس ألماني، ولد في 20 أغسطس 1813 في بادن بادن في ألمانيا، وتوفي في 16 مارس 1867 في إسلينغن آم نيكار في ألمانيا.